# Anselm von Pidoll
Anselm von Pidoll OCist (* 23. Januar 1734 in Eisenschmitt; † 3. Mai 1827 in Trier) war Abt des Klosters Himmerod und Domherr in Trier.

## Leben

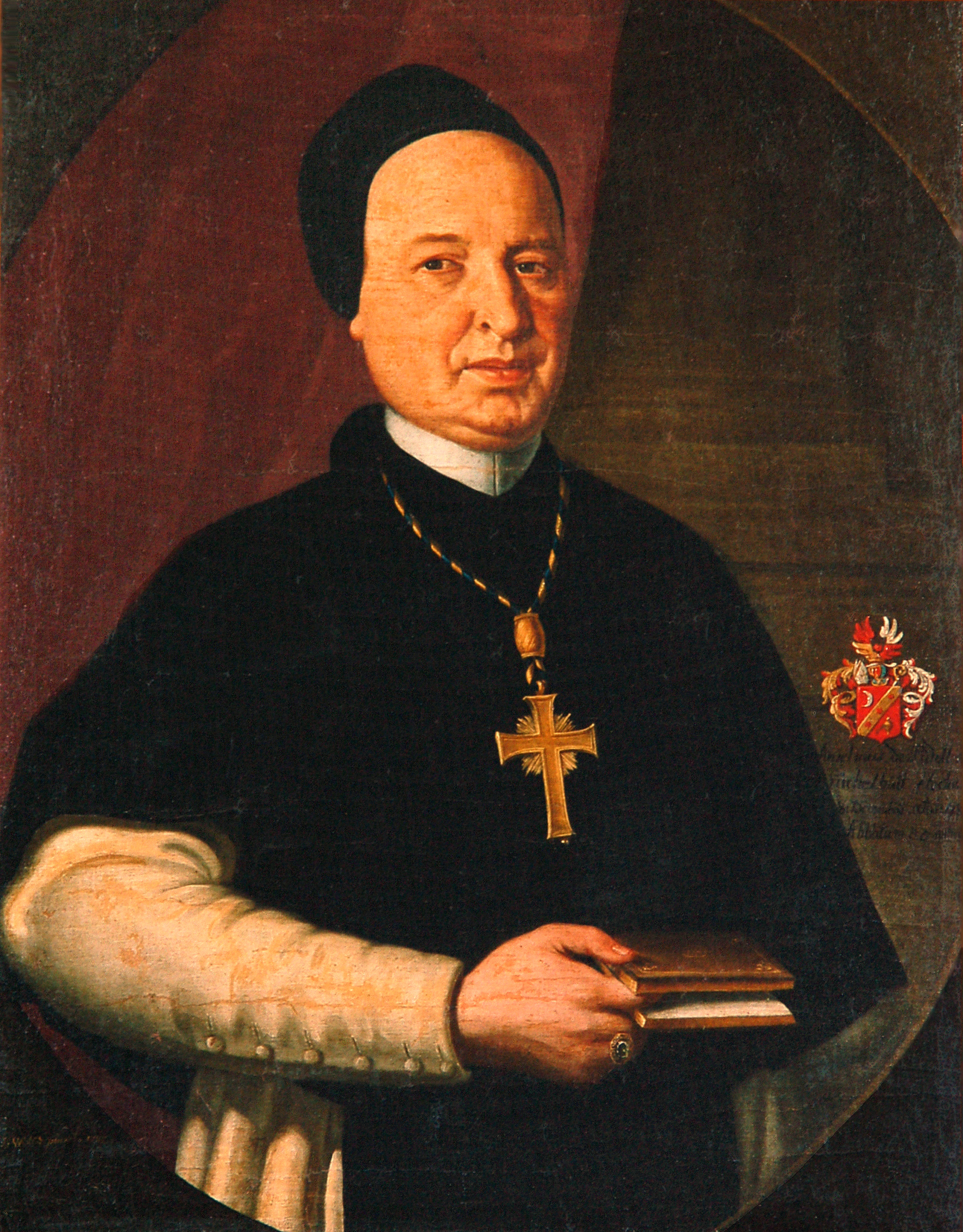
Abt Anselm von Pidoll 1782

Anselm von Pidoll, geboren 1734 als Hubert von Pidoll in Eichelhütte, war Sohn des Hüttenbesitzers Franz Gottfried von Pidoll und seiner Ehefrau Anne Louise Guichard. Er wurde 1751 an der Universität Trier zum Magister artium promoviert und trat 1752 in das Kloster Himmerod der Zisterzienser ein. Im folgenden Jahr legte er die Profess mit dem selbst gewählten Namen Anselm ab und wurde 1757 zum Priester geweiht. Danach war er Lektor an der Hauslehranstalt und 1781/82 Prior. Am 8. Dezember 1782 wurde er zum Abt  gewählt und am 23. Februar 1783 in Trier benediziert. In seine Amtszeit fiel die Aufhebung der Abtei Himmerod durch die französische Revolutionsregierung im Juli 1802. Pidoll konnte mit seinem Diener vorläufig im Kloster bleiben und bewachte bis April 1803 als staatlicher Aufseher (frz. Gardien) das Klostermobiliar. Auf diese Weise konnte er einige wertvolle Handschriften vor der Versteigerung retten. Am 16. Mai 1803 von Bischof Charles Mannay von Trier zum Domkapitular ernannt, rückte er 1824 zum ersten Domherrn auf. Er starb 1827 im Ersfeldschen Haus in Trier.